# 일본 공부성

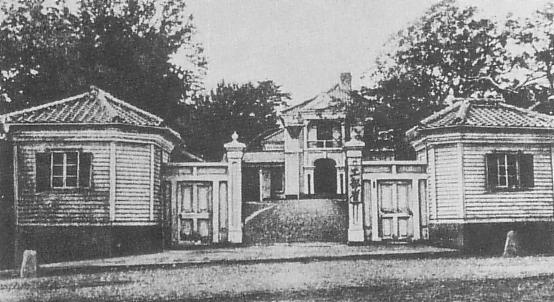
도쿄에 존재했던 공부성 본부

공부성(일본어: 工部省 고오부쇼[*])은 메이지 정부의 관청 중 하나로, 태정관 제도 하에서 식산흥업을 지원한 중앙 관청이다.

## 개요
1870년 12월 12일에 민부성의 일부가 독립하는 형태로 설치되어 관영사업으로 철도, 조선, 광산, 철강, 통신, 등대 등 근대 국가에 필요한 인프라 정비를 했다.
1880년대 전반에는 철도, 전신 등을 제외 관영 공장의 민간에 불하가 진행(관영사업 불하)되었고, 1885년 12월 22일, 내각제와 함께 공부성은 폐지되고, 체신성과 농상무성으로 분할되었다. 또한 철도 사업은 내각에 직속되었고(철도부 참조), 전신, 등대 등의 사업은 체신성에서 인수를 받았다.
1871년에 개설된 인재육성 기관인 공부대학교를 관할했다. 공부성의 폐지에 따라 공부대학교는 교육부로 이관되어 다음해인 1886년 제국대학령에 의거 제국대학 공과대학이 되었다. 제국대학의 원래 이름은 도쿄대학이었으나 이때 동시에 이름을 바꾸었고, 이후 교토제국대학의 개교로 혼동을 방지하고자 도쿄제국대학으로 개칭하였으며 패전 후 현재의 도쿄대학이 되었다. 그래서 초창기의 도쿄대학과 현재의 도쿄대학을 각각 구제 도쿄대학, 신제 도쿄대학으로 구별한다.

## 주요 인물

### 공부경
- 초대는 없음
- 이토 히로부미(1873년 - 1878년)
- 이노우에 가오루(1878년 - 1879년)
- 야마다 아키요시(1879년 - 1880년)
- 야마오 요조(1880년 - 1881년)
- 사사키 다카유키(1881년 - 1885년)

### 공부대보
- 고토 쇼지로(1871년)
- 이토 히로부미(1871년 - 1873년)
- 야마오 요조(1872년 - 1880년)
- 요시이 도모자네(1880년 - 1882년)
- 이노우에 마사루(1882년 - 1886년)